# Paulos Mor Irenios
Paulos Mor Irenios – duchowny Malankarskiego Syryjskiego Kościoła Ortodoksyjnego, będącego częścią Syryjskiego Kościoła Ortodoksyjnego, od 2008 biskup Kalikatu, a od 2009 Australii (pełni obie funkcje jednocześnie)..